# Alwin Brück
Pour les articles homonymes, voir Brück.
Alwin Brück, né le 23 septembre 1931 à Holz (Heusweiler) et mort le 14 février 2020, est un homme politique allemand du SPD.
Il est secrétaire d'État parlementaire au ministère fédéral de la Coopération économique et du Développement de 1974 à 1982.

## Biographie
Après avoir terminé ses études secondaires, Alwin Brück effectue un volontariat à la Saar-Volksstimme de 1949 à 1951, pour lequel il travaille également comme conseiller de rédaction jusqu'en 1953. En 1955, il a rejoint la rédaction du Saarbrücker Allgemeine Zeitung. En 1960, il devient chef de service et en 1963 rédacteur en chef adjoint. Alwin Brück est marié et a deux enfants. Il meurt le 14 février 2020 à l'âge de 88 ans.

### Carrière politique
À partir de 1947, Alwin Brück s'engage dans les Sozialistische Jugend Deutschlands-Die Falken, dont il est également le président régional en Sarre de 1956 à 1967. En 1952, il participe à la fondation du parti social-démocrate allemand (DSP), qui n'est admis en Sarre qu'en 1955. À partir de 1960, il est membre du comité exécutif du SPD de la Sarre. De 1960 à 1973, Alwin Brück est membre du conseil municipal de sa ville natale, Holz. De 1965 à 1990, il est membre du Bundestag allemand. Il y est président du Comité de coopération économique de 1969 à 1974. En mai 1974, il est nommé secrétaire d'État parlementaire auprès du ministre fédéral de la Coopération économique au sein du gouvernement fédéral dirigé par le chancelier Helmut Schmidt. Après l'élection d'Helmut Kohl comme chancelier fédéral, Alwin Brück quitte le gouvernement fédéral le 1er octobre 1982. Alwin Brück est le dernier (11e mandat en 1987) député directement élu pour la circonscription de Sarrebruck II avec 46,4 % des voix.

## Distinctions honorifiques
Le 19 janvier 1976, Alwin Brück reçoit l'Ordre du Mérite de Sarre. À partir de 1981, il est sénateur honoraire de l'Université de la Sarre.